# Pseudoligosita krygeri
Pseudoligosita krygeri är en stekelart som först beskrevs av Girault 1929.  Pseudoligosita krygeri ingår i släktet Pseudoligosita och familjen hårstrimsteklar. Arten är reproducerande i Sverige. Inga underarter finns listade i Catalogue of Life.